# ميناء الدخيلة
ميناء الدخيلة هو أحد موانئ مدينة الإسكندرية في مصر ويعتبر الميناء الثاني من حيث الحجم في المدينة بعد ميناء الأسكندرية.

## جغرافيا
يقع الميناء في منطقة الدخيلة الواقعة غرب مدينة الأسكندرية، وشغل موقع الميناء سابقا قاعدة الدخيلة الجوية حتى العام 1980 ودخل حيز الخدمة بدأ من العام 1986، ويتصل الميناء بطريق مباش يؤدي لطريق مصر - إسكندرية الصحراوي ويصل إليه خط للسكة الحديد.

## وصلات خارجية
- موقع ميناء الدخيلة - الأسكندرية